# Праздники Чехии
Государственные праздники Чехии регламентируются законом №245/2000. Кроме государственных праздников закон также определяет прочие праздники, памятные и выходные дни. Государственные праздники и прочие праздники являются выходными днями. Памятные дни являются рабочими.

## Государственные праздники
- 1 января — День восстановления независимого чешского государства
- 8 мая — День Победы
- 5 июля — День славянских святых Кирилла и Мефодия
- 6 июля — День казни Яна Гуса
- 28 сентября — День чешской государственности
- 28 октября — День возникновения независимой Чехословацкой республики
- 17 ноября — День борьбы за свободу и демократию

## Прочие праздники
- 1 января — Новый год
- Великая пятница (между 20 марта и 23 апреля), с 2016 года
- Пасхальный понедельник (между 23 марта и 26 апреля)
- 1 мая — Праздник труда
- 24 декабря — Сочельник
- 25 и 26 декабря — Рождество

## Памятные дни
- 16 января — День памяти Яна Палаха
- 27 января — День памяти жертв Холокоста и преступлений против человечества
- 8 марта — Международный женский день
- 9 марта — День памяти жертв уничтожения Терезинского семейного лагеря в Освенциме
- 12 марта — День вхождения Чешской республики в Североатлантический союз (НАТО)
- 28 марта — День рождения Яна Амоса Коменского
- 7 апреля — День просвещения (1348 – основание Карлова университета)
- 5 мая — Майское восстание чешского народа
- 15 мая — День семьи
- 10 июня — День памяти жертв уничтожения села Лидице
- 18 июня — День героев второго сопротивления
- 27 июня — День памяти жертв коммунистического режима
- 21 августа — День памяти жертв вторжения и последующей оккупации войсками организации Варшавского договора (ОВД)
- 8 октября — Памятный день Сокола
- 11 ноября — День ветеранов войны (Окончание Первой мировой войны)